# Пржемысл Пахарь
Пржемысл (Пршемысл) Пахарь (чешск. Přemysl Oráč) (2-я половина VIII века) — легендарный первый князь чехов, землепашец, основавший царственную династию Пржемысловичей (873—1306).

## Легенда
Пржемысл был возведен на трон по слову принцессы и прорицательницы Либуше, управлявшей племенем чехов. Когда мужчины племени стали выражать недовольство тем, что главной судьёй является женщина, они потребовали указать им князя. Либуше, упрекнув свой народ за добровольный отказ от свободы, назвала имя Пржемысла.
Хронист Козьма Пражский в своей «Чешской хронике» в XII веке так воспроизводит её слова:
«Вон за теми горами, — сказала она <Либуше>, указывая на горы, — находится небольшая река Билина, на берегу которой расположена деревня, известная под названием Стадице. А в ней имеется пашня в 12 шагов длиной и во столько же шагов шириной. Как ни удивительно, но пашня эта хотя расположена среди стольких полей, тем не менее она не относится ни к какому полю. На этой пашне на двух пестрых волах пашет ваш князь; один из волов как бы опоясан белой полосой, голова его тоже белая, другой весь белого цвета с головы и до спины; и задние ноги его белого цвета. Ну а теперь, если вам угодно, возьмите мои жезл, плащ и одежду, достойную князя, и отправляйтесь по повелению как народа, так и моему и приведите его себе в князья, а мне в супруги. Имя же этому человеку Пржемысл; он выдумает много законов, которые обрушатся на ваши головы и шеи, ибо по-латыни это имя означает „наперед обдумывающий“ или „сверх обдумывающий“. Потомки же его будут вечно править в этой стране».
Племя отрядило послов, чтобы найти Пржемысла и привезти его ко дворцу. Послы без труда отыскали этого человека в поле, где он пахал землю на описанных волах. Они передали ему слова Либуше и желание всего народа видеть его господином. В ответ Пржемысл пригласил послов отобедать простой крестьянской пищей. Усаживаясь, он воткнул в землю свой посох, который во время трапезы превратился в деревце с тремя ростками. Послы обратили внимание, что один из ростков пышно разросся, два же других, наоборот, засохли. Пржемысл объяснил значение этого явления, сказав, что из его рода «многие родятся господами, но править будет всегда один».
«После этого пахарь, надев княжескую одежду и обувь, сел на горячего коня; однако, не забывая о своем происхождении, он взял с собой свои лапти, сплетенные из лыка, и велел сохранить их на будущее; и они хранятся в Вышеграде в королевских палатах доныне и вовеки».
Прибыв в город, Пржемысл встретился с Либуше и вошел с нею во дворец. Они стали мужем и женой, и мудро правили чешским племенем, обуздав его дикость и установив законы, которые действовали долгое время спустя. Княжение Пржемысла до смерти Либуше было спокойным. Впоследствии чешские женщины, не желая, по преданию, подчиняться мужской власти, построили против Вышеграда свой замок — Девин, который был взят лишь после семилетней войны.
По сведениям Гаека из Либочан, встреча Пржемысла и Либуше произошла в 721 году.
У Пржемысла и Либуше было три сына: Незамысл, Радобыль и Людомир. Престол унаследовал старший — Незамысл.